# Europäer

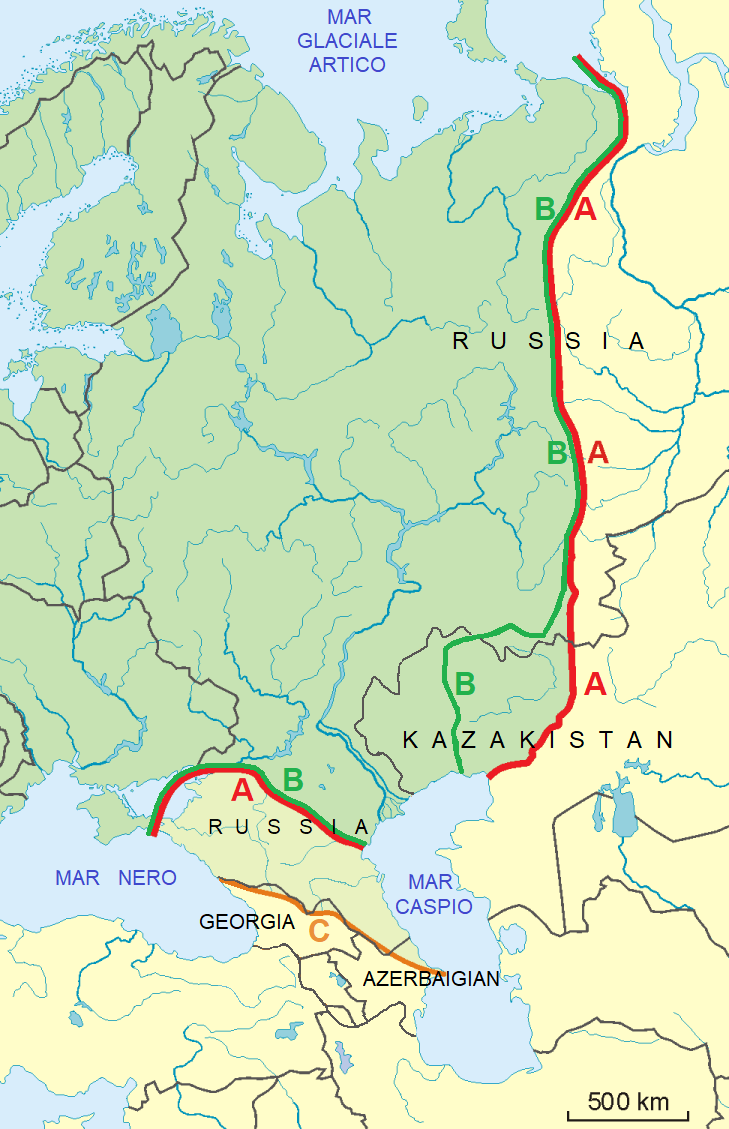
Varianten von Grenzziehungen zwischen Europa und Asien:
Die beiden roten Linien markieren
die Grenze nach Strahlenberg.

Europäer nennt man die Bewohner Europas beziehungsweise die Staatsbürger aller europäischer Länder. Da Europa im Osten nach Asien hin keine eindeutige geographische oder geologische Grenze hat, ist die Abgrenzung der Europäer von den Asiaten eine Frage gesellschaftlicher Übereinkunft. Häufig wird die 1730 von Philipp Johann von Strahlenberg gewählte Grenze herangezogen, die er entlang des Uralgebirges und seines Nebenzuges Obschtschi Syrt nach Südwesten hin, dann entlang der Wolga und des unteren Don, legte.
Im anthropologischen Kontext werden gelegentlich alle Menschen europäischer Abstammung – unabhängig von ihrem Wohnort – Europäer genannt.

## Begriffsgeschichte
Erstmals schrieb von Europäern ein anonymer spanischer Autor in der Mozarabischen Chronik von 754. Mit dem lateinischen Neologismus Europenses fasste dieser Chronist die Franken, Langobarden, Sachsen und Friesen zusammen, die im Jahr 732 unter dem Kommando von Karl Martell in der Schlacht von Tours und Poitiers eine Operation der islamischen Expansion der Araber (Sarazenen) unter ihrem Heerführer Abd ar-Rachman gestoppt hatten.
Naturwissenschaftlich klassifizierte Carl von Linné die in Europa lebenden Menschen ab 1735 in seinem Werk Systema Naturae zunächst als „Homo europaeus albese“, das heißt als weiße geografische Varietät der Gattung Homo. Zugleich stellte er dem Europäer gemäß ihrer Hautfarbe (rot, dunkel, schwarz) drei weitere Varietäten zur Seite: „Homo americanus rubese“ (Amerikaner), „Homo asiaticus fuscus“ (Asiat) und „Homo africanus niger“ (Afrikaner). Ab der 10. Auflage seines Werkes (1758, Seite 20) wurden diese Varietäten unter der Bezeichnung Homo sapiens zusammengefasst, die Farbzuordnung wurde geringfügig verändert (weiß, rot, gelb, schwarz) und zusätzlich wurden noch angeblich unterscheidende Merkmale von Temperament und Körperhaltung angeführt – die vier Varietäten hießen nunmehr „Homo europaeus albus“, „Homo americanus rufus“, „Homo asiaticus luridus“ und „Homo africanus niger“. Linnés Systematik steht damit in der Tradition der Rassenkonzepte, die heute allerdings überholt sind.
Seit Ende des 19. Jahrhunderts wird vom Europäertum gesprochen, einer Haltung, einem Wesen des Europäers. Insofern werden auch Menschen, die in anderen Erdteilen wohnen, aber familiär oder kulturell in einem europäischen Land verankert sind, als Europäer bezeichnet.
Als Europäer wurden beispielsweise in Südafrika in der ersten Hälfte des 20. Jahrhunderts alle Personen bezeichnet, die „in direkter Linie von Einwanderern des europäischen Kontinents stammten“. Der Begriff wurde in der Praxis zunehmend fragil, als in die Familien auch Personen von nichteuropäischen Vorfahren Aufnahme fanden. Dieser Tatsache geschuldet verbreitete sich zunächst nur für sie die Bezeichnung „Whites“, sofern sie nach ihrem sozialen Status und Aussehen akzeptiert wurden.
In der Zeit der Apartheid Südafrikas bezeichnete sich die Gruppe der Buren gegenüber den Schwarzen, Coloureds und Indern als Europäer, während sie sich untereinander und gegenüber Einwohnern mit englischer Abstammung als Afrikaaner (Afrikander) bezeichneten. In Südafrika ist inzwischen eine Gruppenbezeichnung „Europäer“ als inländisches demografisches Merkmal nicht mehr in Gebrauch.
Im 20. Jahrhundert entwickelte sich der Europagedanke, die Idee des Zusammenschlusses der europäischen Nationen und Völker. In den letzten Jahrzehnten werden in diesem Zusammenhang auch Personen, die sich für die europäische Einigung einsetzen, Mitglied der Europäischen Bewegung sind bzw. eine starke europäische Identität zum Ausdruck bringen, als („überzeugte“) Europäer bezeichnet.

## Erstbesiedelung Europas

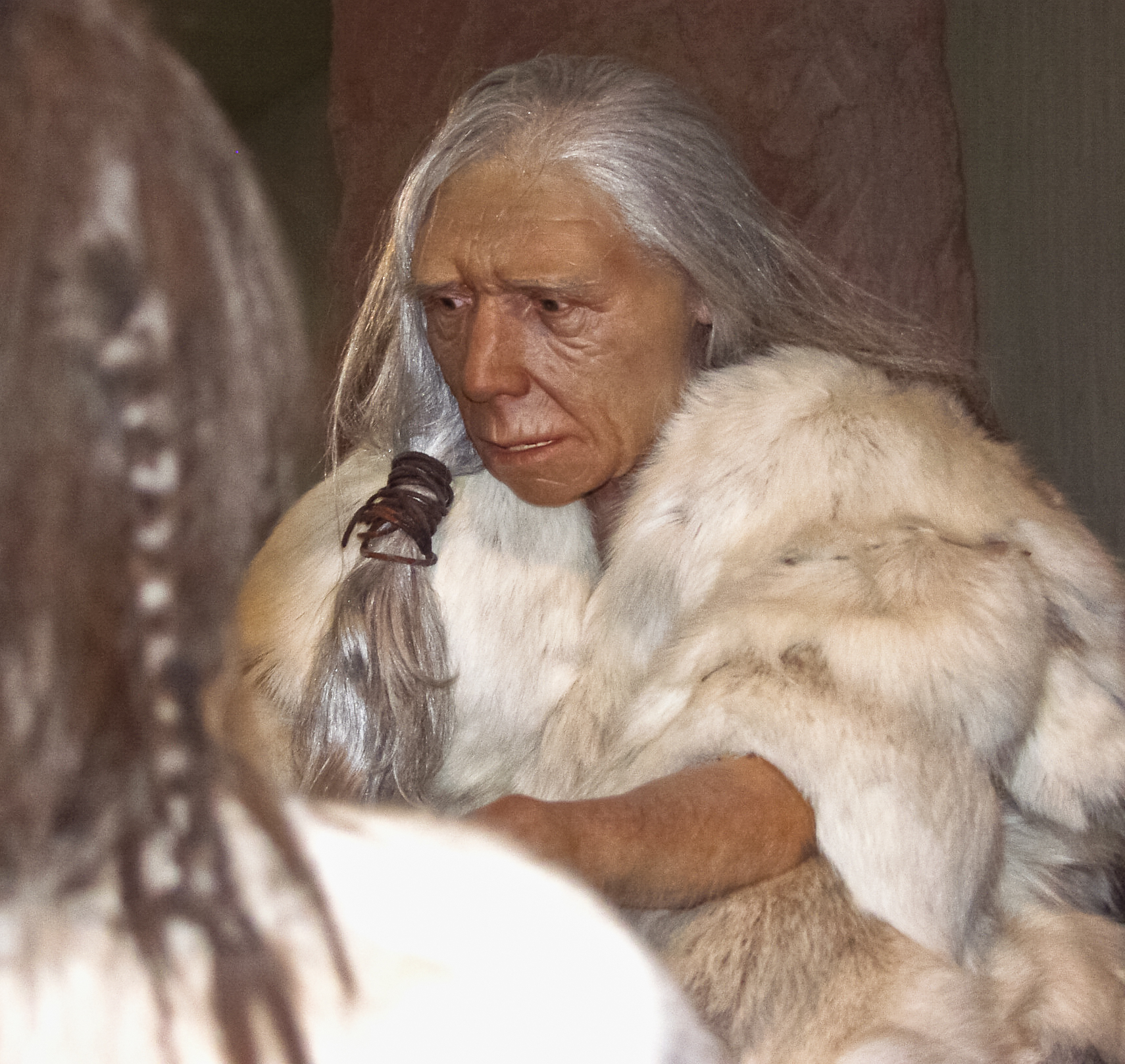
Der Neandertaler: Vermutlich mehr als 100.000 Jahre lang der einzige Europäer (Figur im Neandertal-Museum, Erkrath)

Schon bevor der anatomisch moderne Mensch (Homo sapiens) in Europa heimisch wurde, besiedelten seit mehreren hunderttausend Jahren dessen enge Verwandte Europa: Homo antecessor, Homo erectus, der Neandertaler und der als dessen Vorfahre geltende Homo heidelbergensis. „Die früheste sicher datierte Anwesenheit von Homininen in Europa“ ist belegt durch 1,42 Millionen Jahre alte Steinwerkzeuge aus der Fundstätte Korolevo in der Ukraine. Noch älter sind Hinweise auf die Anwesenheit von Frühmenschen, die im Tal des Flusses Olteț in Rumänien (Kreis Vâlcea) geborgen wurden: Tierknochen mit Schnittspuren aus der Fundstätte Grăunceanu, denen 2025 ein Alter von 1,95 Millionen Jahren zugeschrieben wurde. Die frühen Europäer nutzten bereits vor 400.000 Jahren das Feuer, belegt durch Feuerstellen in Beeches Pit, England. Während der Kältemaxima der Eiszeiten waren jedoch zumindest Mittel- und Nordeuropa wiederholt weitestgehend entvölkert und wurden erst nach dem Wiederanstieg der mittleren Jahrestemperaturen erneut besiedelt; die jüngste Periode der Entvölkerung ereignete sich vor rund 20.000 Jahren, zuvor war dies der Fall vor rund 70.000 Jahren, vor rund 150.000 Jahren und vor rund 270.000 Jahren.
Jean-Jacques Hublin vom Max-Planck-Institut für evolutionäre Anthropologie kam 2018 zu dem Schluss, dass es „selbst in Zeiten ihrer größten Verbreitung“ nicht mehr „als geschätzte 10.000 ‚Neandertal-Europäer‘“ zugleich gegeben habe; die Größe der einzelnen Gruppen habe „höchstens 50 bis 60 Frauen und Männer“ umfasst, die als Jäger und Sammler „wahrscheinlich viele Tausend Quadratkilometer große Landstriche“ durchstreiften.

## Besiedelung durchHomo sapiens
Vor rund 50.000 Jahren, während der letzten Kaltzeit, begannen Gruppen des Homo sapiens aus Afrika über den Nahen Osten nach Norden zu wandern, und sie besetzten allmählich den gesamten Lebensraum der Neandertaler. Noch unsicher ist, wann der letzte Neandertaler ausstarb. Laut Pinhasi (2011) sind die Bewohner der kaukasischen Mesmaiskaja-Höhle (39.700 ± 1.100 cal BP) die spätesten, sicher datierten Neandertaler.
Wesentlich erweitert wurden die Methoden zur Rekonstruktion der Siedlungsgeschichte Europas durch das Humangenomprojekt, das 1990 mit dem Ziel gegründet worden war, das Genom des Menschen vollständig zu entschlüsseln. Nachdem die Abfolge der Basenpaare der heutigen menschlichen DNA im Jahr 2003 publiziert war, eröffnete sich die Möglichkeit, die DNA von homininen Fossilien (→ aDNA) mit der DNA heute lebender Menschen zu vergleichen.
Aus verfeinerten Analysen von aDNA ging beispielsweise hervor, dass frühe westeuropäische Populationen der starken Abkühlung des Klimas während des letzteiszeitlichen Maximums vor rund 20.000 Jahren auswichen, indem sie auf die Iberische Halbinsel zogen und deren Nachkommen nach der Wiedererwärmung Westeuropa erneut besiedelten.

### Epoche der Cro-Magnon-Menschen
Laut Schätzungen von Isabell Schmidt und Andreas Zimmermann (Universität zu Köln) aus dem Jahr 2019 lag im Aurignacien (vor ungefähr 42.000–33.000 Jahren, cal BP) in West- und Mitteleuropa die Population im Mittel bei 1500 Personen (800 bis 3300 Personen). „Nur fünf Gebiete in Europa hatten nach diesen Schätzungen überhaupt eine überlebensfähige Population von etwa 150 Personen oder mehr: Nordspanien, Südwestfrankreich, Belgien, Teile Tschechiens und der obere Donauraum. Dass die Zentren dieser lebensfähigen Populationen etwa 400 Kilometer voneinander entfernt waren, ist ein europaweit einheitliches Muster.“ Daneben seien noch weitere Gebiete Europas zumindest zyklisch – während bestimmter Jahreszeiten – besiedelt gewesen. Es habe sich um „hochmobile Jäger-Sammler Gruppen“ gehandelt, „die regelmäßig Distanzen von 200 km zurücklegten und zudem an verschiedene Habitate angepasst waren.“
Anhand von Schmuckstücken aus 112 Fundstätten des Gravettiens wurde belegt, dass zwischen 34.000 und 24.000 Jahren vor heute in Europa neun geografisch getrennte, kulturelle Einheiten bestanden, deren Angehörige die Zugehörigkeit zu einer bestimmten Kultur anhand des Schmucks signalisierten. Die neun Ornamentcluster lassen sich nur teilweise durch geografische Gegebenheiten erklären und wurden manchmal über Generationen hinweg beibehalten.

#### Paläoanthropologische Befunde
Die ältesten Belege für die Anwesenheit des Homo sapiens in Europa stammen aus der Batscho-Kiro-Höhle (Bulgarien, 45.820–43.650 cal BP), aus der Grotta del Cavallo (Italien, 45.000–43.000 cal BP), der Ilsenhöhle in Thüringen (45.000–43.000 cal BP) und aus Kents Cavern (England, 44.200–41.500 cal BP). Weitere paläoanthropologische Belege sind Steingeräte aus Willendorf, Österreich. Sie wurden auf ein Alter von 43.500 Jahren cal BP datiert. Etwas jünger sind die Knochenfunde aus einer Höhle in Rumänien (Peștera cu Oase): Für den Unterkiefer Oase 1 wurde 2003 ein Alter von rund 40.500 Kalenderjahren (Radiokohlenstoffdatierung, kalibriert) berechnet, für den Schädel Oase 2 rund 35.000 BP (was kalibriert ebenfalls ein Alter von rund 40.000 Jahren ergibt); 2020 wurde für Oase 1 eine Neuberechnung publiziert, die für das Fossil ein Alter von 41.770 bis 37.310 Jahren in kalibrierten Kalenderjahren (cal BP) ergab. 35.000 Jahre alt ist ein Schädeldach aus der Cioclovina-Höhle in Rumänien. Der früheste Hinweis auf eine Besiedelung des westlichsten Europas stammt aus einer Höhle (Lapa do Picareiro) unweit der Atlantikküste in Zentralportugal und ist 41.100 bis 38.100 Jahre (cal BP) alt.
Die 2022 erfolgte Zuschreibung eines in der Grotte Mandrin (Département Drôme, Südfrankreich) einzeln gefundenen, stark beschädigten Zahns, der 56.800 bis 51.700 Jahre (cal BP) ist, zu Homo sapiens, ist umstritten.
Diese Menschen beschafften sich ihre Lebensmittel, vergleichbar mit der Lebensweise der Neandertaler, als Jäger und Sammler und werden – in der europäischen Forschungstradition – als Cro-Magnon-Menschen bezeichnet. Seit den 1980er-Jahren gilt als gesichert, dass sie, wie alle heute lebenden Populationen des Homo sapiens, letztlich von afrikanischen Vorfahren abstammen (→ Out-of-Africa-Theorie).

#### Genetische Befunde
Zwischen 2013 und 2015 veröffentlichte genanalytische Untersuchungen an den Homo-sapiens-Funden von Peștera cu Oase in Rumänien und Ust-Ischim in Sibirien erbrachten den Nachweis von Neandertaler-DNA in beiden Fossilien. Demnach kann von einer erfolgreichen Verpaarung zwischen Neandertaler und Homo sapiens nicht nur in der Levante, sondern auch im Osten Europas und in Sibirien ausgegangen werden. Im Falle von Oase1, einer offenbar „toten Linie“, lassen sich allerdings keine genetischen Spuren zu heutigen Europäern feststellen. Beim Fund von Ust-Ischim wurde ein Anteil von 2 Prozent an Neandertaler-DNA festgestellt. Der Zeitpunkt des Genflusses wurde auf rund 7000 bis 13.000 Jahre vor Lebzeiten des Individuums (es starb vor ca. 45.000 Jahren) datiert – mit genetischer Nähe zu den in Eurasien lebenden Menschen.
Eine 2016 in Nature publizierte Studie ergab, dass sich von den Cro-Magnon-Menschen, die vor rund 45.000 Jahren nach Europa kamen, keine – oder allenfalls sehr geringe – genetischen Spuren in den heutigen europäischen Populationen nachweisen lassen; die Cro-Magnon-Menschen können aber – anhand von 37.000 bis rund 14.000 Jahre alten DNA-Funden – auf eine gemeinsame Gründerpopulation zurückgeführt werden.
Praktisch alle heutigen Europäer – sofern sie nicht Einwanderer aus jüngster Zeit und aus anderen Kontinenten sind – weisen jedoch genetische Spuren einer vorgeschichtlichen Population aus Zentralasien auf. Dies wird im Zusammenhang mit archäologischen Funden dahingehend interpretiert, dass deren Zuwanderung nicht aus dem Süden, sondern aus dem Osten erfolgte. Deren Herkunft aus Zentralasien erklärt auch – belegt durch einen Fund in Malta (Russland) – die relativ enge genetische Nähe zu den Ureinwohnern Amerikas, die über eine Landbrücke (Beringia) von Asien aus nach Nordamerika gelangten. Jedoch weist der mindestens 36.000 Jahre alte Fund Kostenki 14 aus West-Russland zwar eine genetische Verwandtschaft mit jüngeren Funden aus Europa auf, er besitzt aber keine genetische Nähe zu ähnlich alten Fossilien aus Asien; offenbar hatte sich bereits in dieser Epoche die europäische (westeurasische) von der asiatischen (osteurasischen) Population getrennt.
2024 ergaben DNA-Analyse des weiblichen Schädels aus Zlatý kůň (Tschechien) und der 13 Knochenfragmente aus der Ilsenhöhle bei Burg Ranis (Thüringen), dass eine genetische Verwandtschaft fünften oder sechsten Grades zwischen der Frau aus Zlatý kůň und zwei Individuen aus Ranis (Ranis12 und Ranis4) bestand. Über eine Distanz von rund 230 Kilometern gab es damals – vor rund 49.000 bis 42.000 Jahren – folglich Genaustausch zwischen verwandten, weit entfernt voneinander lebenden Teilpopulationen. „Bei der Analyse genetischer Varianten im Zusammenhang mit phänotypischen Merkmalen stellten die Forschenden fest, dass die Individuen aus Ranis und Zlatý kůň Varianten trugen, die mit dunkler Haut- und Haarfarbe sowie braunen Augen assoziiert sind, was wohl ein Resultat des jüngeren afrikanischen Ursprungs dieser frühen europäischen Population ist.“

### Sesshaftigkeit und „neolithische Revolution“

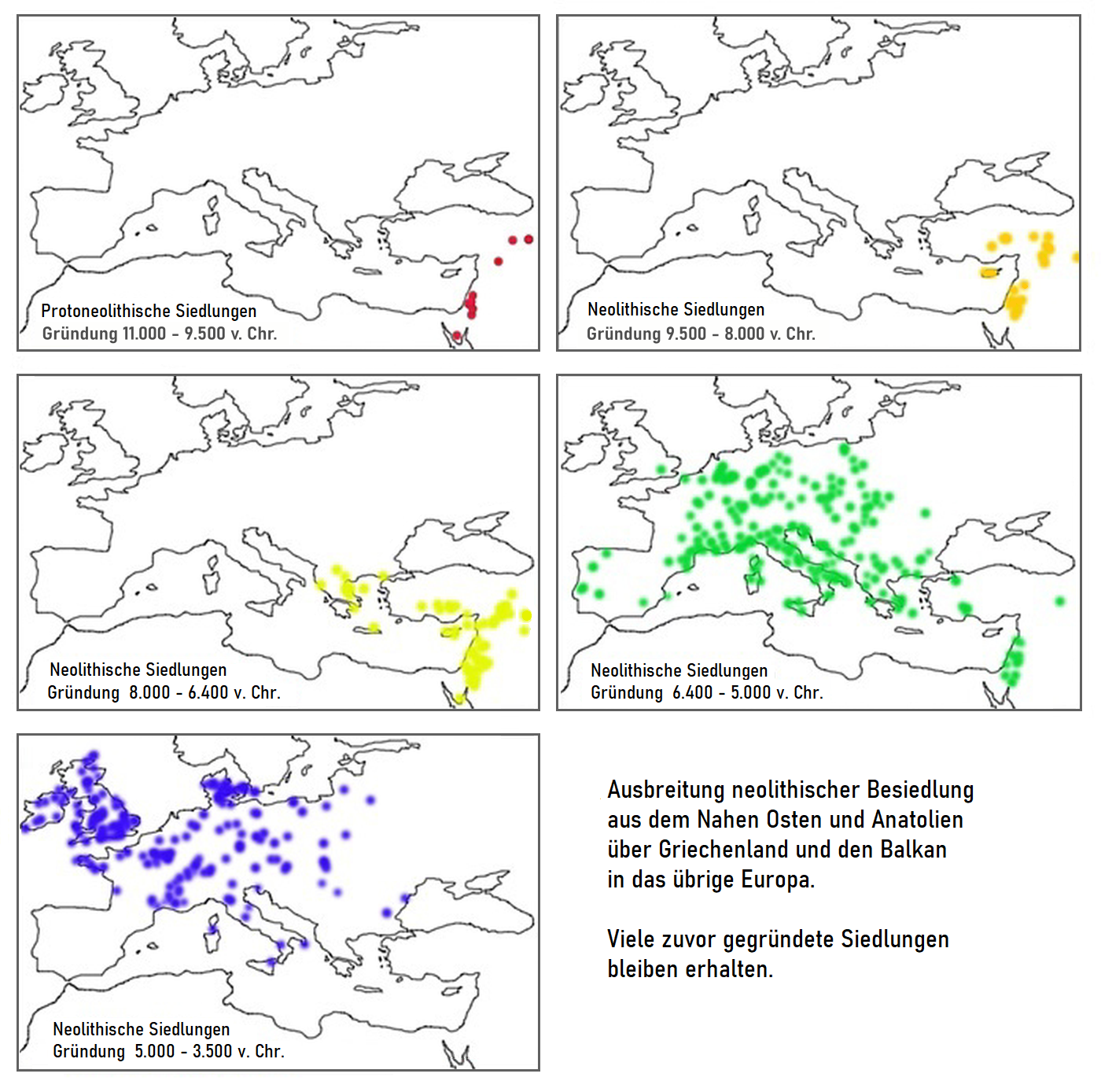
Die folgenreichste Migrationswelle nach Europa war die Einwanderung der ersten Ackerbauern und Viehzüchter zwischen dem 8. und 4. vorchristlichen Jahrtausend

Aufgrund von archäologischen Funden war bereits bekannt, dass sich vor rund 11.000 Jahren im Nahen Osten – im sogenannten Fruchtbaren Halbmond – eine auf Landwirtschaft stützende, sesshafte Lebensweise entwickelt und sich vor rund 7500 Jahren auch in Europa, aus der heute als Anatolien bekannten Region kommend, zu verbreiten begann („neolithische Revolution“). Zudem gibt es Belege für kulturellen und genetischen Austausch zwischen Südeuropa und Nordafrika. Ungeklärt war jedoch geblieben, ob die Cro-Magnon-Menschen die neue Lebensweise übernommen hatten oder ob es Zuwanderer waren, die diese sesshafte Lebensweise mitbrachten und sich in Europa neu ansiedelten. Erst genetische Analysen erbrachten starke Hinweise darauf, dass sich von den Genen der Cro-Magnon-Menschen – wie schon erwähnt – im Genom der heute lebenden Europäer allenfalls sehr geringe Anteile nachweisen lassen, während Erbmerkmale der Zuwanderer vorherrschend sind. Die bis dahin in Europa lebenden, dunkelhäutigen, dunkelhaarigen und blauäugigen Jäger-und-Sammler-Populationen starben demnach aus, ohne sich mit den Zuwanderern in größerem Maße vermischt zu haben. Dies traf sowohl auf die Besiedelung West-, Mittel- und Südeuropas zu als auch – zeitversetzt – auf Skandinavien und das Baltikum. Eine stärkere Vermischung konnte jedoch in einigen Gebieten Südosteuropas und Frankreichs nachgewiesen werden. Einen vergleichbaren Wechsel der Bevölkerung gab es zur gleichen Zeit, gegen Ende der letzten Kaltzeit, in Ostasien.

„Die im Fruchtbaren Halbmond ständig wachsende Bevölkerung war gezwungen, nach neuen akzeptablen Ackerböden Ausschau zu halten. Erst ging es durch Anatolien, dann über die Dardanellen nach Griechenland, bald in den Balkanraum und schließlich nach Mitteleuropa, das in der Mitte des 6. Jahrtausends vor Christus innerhalb von weniger als 200 Jahren von den ersten Bauern – oder wie die Archäologen es formulieren, der ersten früh-neolithischen Kultur Mitteleuropas, der Linearbandkeramik – in Besitz genommen wurde. [...] Als Migranten aus dem Orient brachten sie das ‚neolithische Paket‘ aus Kulturpflanzen und domestizierten Tieren gleich mit. Mit ihren Steinbeilen fällten sie Jahrhunderte alte Bäume, bauten Langhäuser und betrieben Hackfeldbau. Das war Knochenarbeit, noch war der Pflug nicht erfunden.“

In einer 2021 veröffentlichten Studie wurde über Grabbeigaben aus der linearbandkeramischen Epoche – 400 Steinwerkzeuge aus der Zeit vor 7500 bis 7000 Jahren (cal BP) – berichtet, die in Gräbern von insgesamt 621 Verstorbenen gefunden worden waren. Die Autoren der Studie kamen zu dem Ergebnis, dass Männer mit Steinwerkzeugen begraben wurden, die für Holzarbeiten, die Jagd, das Zerlegen von Tieren oder als Waffen verwendet werden konnten, während Frauen mit Steinwerkzeugen begraben wurden, die für die Bearbeitung von Tierhäuten geeignet waren. Dies spiegele vermutlich eine Arbeitsteilung zwischen Männern und Frauen wider.
Die linearbandkeramischen Zuwanderer besaßen Genvarianten, die für eine helle, an das relativ UV-arme Sonnenlicht angepasste Hautfarbe sorgten. Genetische Studien an aDNA von Menschen der vergangenen 5000 Jahre belegten zudem, dass auch in dieser Zeitspanne in Europa ein hoher Selektionsdruck hin zu heller Hautfarbe bestand und folglich die „weiße“ Haut der Europäer eine relativ junge Eigenschaft und kein „Rassenmerkmal“ (einer angeblich „europiden Rasse“) ist. Hintergrund dieser Entwicklung ist, dass dunkle Hautfarbe u. a. ein Schutzfaktor ist, um die Zerstörung von Folsäure (= Vitamin B9) durch UV-Strahlung zu begrenzen. In nördlichen Breiten ist dieser Schutzfaktor weniger wichtig, zugleich aber wird dort die Produktion von Cholecalciferol (= Vitamin D3) in der Haut aufgrund der zumindest im Winterhalbjahr recht geringen UV-Strahlung immer schwieriger, zumal bei sesshaften Ackerbauern, die wenig Vieh hielten und sich daher über die Nahrung nur wenig Vitamin D3 zuführen konnten.
Erneut verfeinerte DNA-Analysen erbrachten 2014 Hinweise auf eine weitere archaische Population, deren Gene in erheblichem Maße in das Genom der heute in Europa lebenden Menschen eingingen. Den Analysen zufolge handelte es sich um eine vor rund 4800 Jahren aus der eurasischen Steppe zugewanderte Population von nomadischen Viehzüchtern, die mehr als 75 Prozent der Gene der bis dahin ortsansässigen Menschen verdrängten, deren Gene aber auch bei den Indianern Nordamerikas nachweisbar sind und die in Zusammenhang gebracht wurde mit den Trägern der Schnurkeramischen Kultur und der Ausbreitung des Indogermanischen in Europa. Auch die Ausbreitung der Glockenbecherkultur wird auf Zuwanderer aus der westasiatischen Steppe zurückgeführt, die zumindest in Großbritannien zuvor dort heimische Menschen aus dem Genpool verdrängten, sich aber in anderen Teilen Europas mit den bereits angetroffenen Bewohnern vermischten. Der Paläogenetiker Johannes Krause schrieb hierzu:

„Die erste große Einwanderung nach Europa vor ca. 7500 Jahren lässt sich gut durch den veränderten Lebensstil erklären: Ackerbau und Viehzucht ermöglichten eine stabilere Versorgung mit Lebensmitteln und führten so zu einer Bevölkerungszunahme, die eine territoriale Ausbreitung des Ackerbaus nach sich zog. Die zweite große Verschiebung in der genetischen Zusammensetzung der Europäer vor ca. 4800 Jahren infolge der massiven Einwanderung aus der pontischen Steppe lässt sich nur schlecht mit der unterschiedlichen Lebensweise erklären, da es sich – zumindest in Zentraleuropa – sowohl bei den Einwanderern aus der Steppe als auch bei den Ansässigen um Ackerbauern bzw. Viehzüchter handelte.“

Eine plausible Erklärung hat Krause zufolge im Jahr 2015 eine Forschergruppe um den dänischen Biologen Simon Rasmussen veröffentlicht, der es gelang, in bis zu 5200 Jahre alten Skeletten aus der zentralasiatischen Steppe Yersinia pestis nachzuweisen, den Erreger der Pest:

„Dort könnte die Krankheit ihren Ursprung und sich mit den Steppenbewohnern nach Westen ausgebreitet haben. Darauf deutet hin, dass die Forscher auch in ca. 4500 Jahre alten Skeletten Zentraleuropas und des Baltikums fündig wurden. Möglicherweise kam es vor 5000 Jahren zu einer ersten großen Pestepidemie, die sich aus der Steppe nach Westen ausbreitete und die frühen Ackerbauern Europas stärker beeinträchtigte als die Nomaden der pontischen Steppe. Letztere lebten wohl schon jeher mit dem Pesterreger und hatten daher möglicherweise eine höhere Immunität. Ein seuchenbedingter Zusammenbruch der Ackerbauern Europas könnte wiederum ein Populationsvakuum verursacht haben, in das die Steppen-Nomaden vordringen konnten.“

## Belege
1. ↑  Michael Borgolte: Vor dem Ende der Nationalgeschichten? In: Rolf Ballof (Hrsg.): Geschichte des Mittelalters für unsere Zeit. Franz Steiner Verlag, Stuttgart, 2003, ISBN 3-515-08224-7, S. 34, Fußnote 32 mit Hinweis auf Peter Burke: Did Europe Exist Before 1700? In: History of European Ideas I (1980), S. 21–29.
2. ↑  Veronika Lipphardt, Kiran Klaus Patel: Auf der Suche nach dem Europäer. Wissenschaftliche Konstruktionen des ‚Homo Europaeus‘. In: Themenportal Europäische Geschichte. Essay, 2007, zuletzt abgerufen im Portal europa.clio-online.de am 21. März 2022.
3. ↑  H. Sonnabend: Population. In: Ellen Hellmann, Leah Abrahams: Handbook on Race Relations in South Africa. Oxford University Press, Cape Town, London, New York, 1949, S. 7.
4. ↑  Christoph Marx: „Europeans only“. Europa als Leitbild, Vorbild und Zerrbild in Südafrika, 1948 bis 2008. In: UNIKATE, Heft 34/2009, Universität Duisburg-Essen, Wissenschaftsverlag SSC, ISBN 978-3-934359-34-5, S. 118.
5. ↑  Statistics South Africa: Census 2011, Population Dynamics in South Africa. Report No. 03-01-67. Online auf www.statssa.gov.za (englisch, PDF), ISBN 978-0-621-43660-0.
6. ↑  Knaur: Das deutsche Wörterbuch, 1985, Lexigraphisches Institut München, Seite 347.
7. ↑  Alastair Key, Nick Ashton: Hominins likely occupied northern Europe before one million years ago. In: Evolutionary Anthropology. Band 32, Nr. 1, 2023, S. 10–25, doi:10.1002/evan.21966.
8. ↑  Roman Garba et al.: East-to-west human dispersal into Europe 1.4 million years ago. In: Nature. Online-Vorabveröffentlichung vom 6. März 2024, doi:10.1038/s41586-024-07151-3. 
Ältestes Zeugnis von Frühmenschen in Europa. Auf: scinexx.de vom 7. März 2024.
9. ↑  Sabrina C. Curran et al.: Hominin presence in Eurasia by at least 1.95 million years ago. In: Nature Communications. Band 16, 2025, Artikel Nr. 836, doi:10.1038/s41467-025-56154-9.
10. ↑  Richard C. Preece et al.: Humans in the Hoxnian: Habitat, context and fire use at Beeches Pit, West Stow, Suffolk, UK. In: Journal of Quaternary Science. Band 21, Nr. 5, 2006, S. 485–496, doi:10.1002/jqs.1043.
11. ↑  Jürgen Richter: Leave at the height of the party: A critical review of the Middle Paleolithic in Western Central Europe from its beginnings to its rapid decline. In: Quaternary International. Band 411, Teil A, 2016, S. 107–128, doi:10.1016/j.quaint.2016.01.018.
12. ↑  Jean-Jacques Hublin: Aug in Aug mit dem Neandertaler. Gedruckt erschienen in: Max Plack Forschung. Nr. 2, 2017, S. 21.
13. ↑  Ron Pinhasi et al.: Revised age of late Neanderthal occupation and the end of the Middle Paleolithic in the northern Caucasus. In: PNAS. Band 108, Nr. 21, 2011, S. 8611–8616, doi:10.1073/pnas.1018938108.
14. ↑  Nick J. Patterson et al.: Ancient Admixture in Human History. In: Genetics. Band 192, Nr. 3, 2012, S. 1065–1093, doi:10.1534/genetics.112.145037.
15. ↑  Vanessa Villalba-Mouco et al.: A 23,000-year-old southern Iberian individual links human groups that lived in Western Europe before and after the Last Glacial Maximum. In: Nature Ecology & Evolution. Band 7, 2023, S. 597–609, doi:10.1038/s41559-023-01987-0. 
Cosimo Posth et al.: Palaeogenomics of Upper Palaeolithic to Neolithic European hunter-gatherers. In: Nature. Band 615, 2023, S. 117–126, doi:10.1038/s41586-023-05726-0.
Ice age survivors. Large-scale genomic analysis documents the migrations of Ice Age hunter-gatherers over a period of 30,000 years. Auf: mpg.de vom 1. März 2023.
Die Überlebenden der Kälte. Auf: spektrum.de vom 1. März 2023.
16. ↑  Isabell Schmidt und Andreas Zimmermann: Population dynamics and socio-spatial organization of the Aurignacian: Scalable quantitative demographic data for western and central Europe. In: PLOS ONE. 14 (2), 2019. e0211562, doi:10.1371/journal.pone.0211562.
17. ↑  In Europa lebten im frühen Jungpaläolithikum im Schnitt nur 1.500 Menschen. Auf: idw-online.de vom 5. März 2019.
18. ↑  Jack Baker et al.: Evidence from personal ornaments suggest nine distinct cultural groups between 34,000 and 24,000 years ago in Europe. In: Nature Human Behaviour. Online-Veröffentlichung vom 29. Januar 2024, doi:10.1038/s41562-023-01803-6.
 ‘Landmark paper’ shows why ice age Europeans wore jewelry. Auf: science.org vom 29. Januar 2024.
 Offenbar neun Kulturkreise in Europa. Auf: science.orf.at vom 29. Januar 2024.
19. ↑  Reuven Yeshurun: Signalling Palaeolithic identity. In: Nature Human Behaviour. Online-Veröffentlichung vom 29. Januar 2024, doi:10.1038/s41562-023-01805-4.
20. ↑  Helen Fewlass et al.: A 14C chronology for the Middle to Upper Palaeolithic transition at Bacho Kiro Cave, Bulgaria. In: Nature Ecology & Evolution. Band 4, 2020, S. 794–801, doi:10.1038/s41559-020-1136-3.
 Jean-Jacques Hublin et al.: Initial Upper Palaeolithic Homo sapiens from Bacho Kiro Cave, Bulgaria. In: Nature. Band 581, 2020, S. 299–302, doi:10.1038/s41586-020-2259-z.
 Ältester Homo sapiens Europas lebte im Jungpaläolithikum. Auf: idw-online.de vom 11. Mai 2020.
21. ↑  Stefano Benazzi et al.: Early dispersal of modern humans in Europe and implications for Neanderthal behaviour. In: Nature. Band 479, 2011, S. 525–528, doi:10.1038/nature10617.
22. ↑  Sarah Pederzani et al.: Stable isotopes show Homo sapiens dispersed into cold steppes ~45,000 years ago at Ilsenhöhle in Ranis, Germany. In: Nature Ecology & Evolution. Online-Publikation vom 31. Januar 2024, doi:10.1038/s41559-023-02318-z.
23. ↑  Tom Higham et al.: The earliest evidence for anatomically modern humans in northwestern Europe. In: Nature. Band 479, 2011, S. 521–524, doi:10.1038/nature10484.
24. ↑  Philip R. Nigst et al.: Early modern human settlement of Europe north of the Alps occurred 43,500 years ago in a cold steppe-type environment. In: PNAS. Band 111, Nr. 40, 2014, S. 14394–14399, doi:10.1073/pnas.1412201111.
25. ↑  Erik Trinkaus: European early modern humans and the fate of the Neandertals. In: PNAS. Band 104, 2007, S. 7367–7372, doi:10.1073/pnas.0702214104.
26. ↑  Erik Trinkaus et al.: Early modern human cranial remains from the Peștera cu Oase, Romania. In: Journal of Human Evolution. Band 45, 2003, S. 255–259, doi:10.1016/j.jhevol.2003.08.003l.
27. ↑  Erik Trinkaus et al.: An early modern human from Peștera cu Oase, Romania. In: PNAS. Band 100, Nr. 20, 2003, S. 11231–11236, doi:10.1073/pnas.2035108100.
28. ↑  Hélène Rougier et al.: Peștera cu Oase 2 and the cranial morphology of early modern Europeans. In: PNAS. Band 104, Nr. 4, 2007, S. 1165–1170, doi:10.1073/pnas.0610538104.
29. ↑  Johannes van der Plicht et al.: Recent developments in calibration for archaeological and environmental samples. In: Radiocarbon. Online-Veröffentlichung vom 21. April 2020, doi:10.1017/RDC.2020.22.
30. ↑  Jonathan A. Haws et al.: The early Aurignacian dispersal of modern humans into westernmost Eurasia. In: PNAS. Band 117, Nr. 41, September 2020, doi:10.1073/pnas.2016062117.
 Modern humans reached westernmost Europe 5,000 years earlier than previously known. Auf: eurekalert.org vom 28. September 2020.
31. ↑  Ludovic Slimak et al.: Modern human incursion into Neanderthal territories 54,000 years ago at Mandrin, France. In: Science Advances. Band 8, Nr. 6, 2022, doi:10.1126/sciadv.abj9496.
 Did Neanderthals and modern humans take turns living in a French cave? Auf: science.org vom 9. Februar 2022.
Evidence of Europe’s first Homo sapiens found in French cave. Auf: nature.com vom 9. Februar 2022.
32. ↑  Ewen Callaway: Early European may have had Neanderthal great-great-grandparent. Auf: nature.com vom 13. Mai 2015, doi:10.1038/nature.2015.17534.
33. ↑  Frühe Europäer haben sich mit Neandertalern vermischt. Auf: mpg.de vom 22. Juni 2015, mit einer Abbildung des Unterkiefers Oase 1.
34. 1 2  Erbgut des bisher ältesten modernen Menschen entschlüsselt. Max-Planck-Gesellschaft vom 22. Oktober 2014.
35. ↑  Kay Prüfer et al.: A genome sequence from a modern human skull over 45,000 years old from Zlatý kůň in Czechia. In: Nature Ecology & Evolution. Band 5, 2021, S. 820–825, doi:10.1038/s41559-021-01443-x.
36. ↑  Qiaomei Fu et al.: The genetic history of Ice Age Europe. In: Nature. Band 534, Nr. 7606, 2016, S. 200–205, doi:10.1038/nature17993.
37. ↑  Maanasa Raghavan et al.: Upper Palaeolithic Siberian genome reveals dual ancestry of Native Americans. In: Nature. Band 505, 2014, S. 87–91, doi:10.1038/nature12736.
38. ↑  Andaine Seguin-Orlando et al.: Genomic structure in Europeans dating back at least 36,200 years. In: Science. Band 346, Nr. 6213, 2014, S. 1113–1118, doi:10.1126/science.aaa0114.
39. ↑  Arev P. Sümer et al.: Earliest modern human genomes constrain timing of Neanderthal admixture. In: Nature. Online-Vorabveröffentlichung vom 12. Dezember 2024, doi:10.1038/s41586-024-08420-x.
40. ↑  Älteste Genome moderner Menschen entschlüsselt. Auf: mpg.de vom 12. Dezember 2024.
41. ↑  Rosa Fregel et al.: Ancient genomes from North Africa evidence prehistoric migrations to the Maghreb from both the Levant and Europe. In: PNAS. Band 115, Nr. 26, 2018, S. 6774–6779, doi:10.1073/pnas.180085111.
 Luciana G. Simões et al.: Northwest African Neolithic initiated by migrants from Iberia and Levant. In: Nature. Band 618, 2023, S. 550–556, doi:10.1038/s41586-023-06166-6.
Mark Lipson et al.: High continuity of forager ancestry in the Neolithic period of the eastern Maghreb. In: Nature. Online-Vorabveröffentlichung vom 12. März 2025, doi:10.1038/s41586-025-08699-4.
42. ↑  Wolfgang Haak et al.: Ancient DNA from European Early Neolithic Farmers Reveals Their Near Eastern Affinities. In: PLoS Biology. Band 8, Nr. 11, 2010: e1000536, doi:10.1371/journal.pbio.1000536.
43. ↑  Barbara Bramanti et al.: Genetic Discontinuity Between Local Hunter-Gatherers and Central Europe’s First Farmers. In: Science. Band 326, Nr. 5949, 2009, S. 137–140, doi:10.1126/science.1176869.
44. ↑  Pontus Skoglund et al.: Origins and Genetic Legacy of Neolithic Farmers and Hunter-Gatherers in Europe. In: Science. Band 336, Nr. 6080, 2013, S. 466–469, doi:10.1126/science.1216304.
45. ↑  Lara Cassidy und Rowan McLaughlin in: DNA-Spuren in die Geschichte - Erbe der Steinzeit. Ein Film von Sarah Share und Stephen Rooke. ZDFinfo, Synchronfassung ZDF 2021, Minute 10 bis 16.
46. ↑  Federico Sánchez-Quinto et al.: Genomic Affinities of Two 7,000-Year-Old Iberian Hunter-Gatherers. In: Current Biology. Band 22, Nr. 16, 2012, S. 1494–1499, doi:10.1016/j.cub.2012.06.005.
47. ↑  Iñigo Olalde et al.: Derived immune and ancestral pigmentation alleles in a 7,000-year-old Mesolithic European. In: Nature. Band 507, Nr. 7491, 2014, S. 225–228, doi:10.1038/nature12960.
48. ↑  Morten E. Allentoft et al.: 100 ancient genomes show repeated population turnovers in Neolithic Denmark. In: Nature. Band 625, 2024, S. 329–337, doi:10.1038/s41586-023-06862-3. 
Scandinavia’s first farmers slaughtered the hunter-gatherer population. Auf: eurekalert.org vom 8. Februar 2024.
49. ↑  Alissa Mittnik et al.: The genetic prehistory of the Baltic Sea region. In: Nature Communications. Band 9, Artikel-Nr. 442, 2018, doi:10.1038/s41467-018-02825-9.
 Northern European population history revealed by ancient human genomes. Auf: eurekalert.org vom 30. Januar 2018.
50. ↑  Iain Mathieson et al.: The genomic history of southeastern Europe. In: Nature. Band 555, 2018, S. 197–203, doi:10.1038/nature25778.
 Alte Genome beleuchten Vorgeschichte Südosteuropas. Auf: mpg.de vom 21. Februar 2018.
51. ↑  Maïté Rivollat et al.: Ancient genome-wide DNA from France highlights the complexity of interactions between Mesolithic hunter-gatherers and Neolithic farmers. In: Science Advances. Band 6, Nr. 22, 2020, eaaz5344, doi:10.1126/sciadv.aaz5344.
 Vermehrte Interaktionen zwischen jungsteinzeitlichen Einwanderern und Jäger-Sammlern in Westeuropa. Auf: shh.mpg.de vom 29. Mai 2020.
52. ↑  Luciana G. Simõe et al.: Genomic ancestry and social dynamics of the last hunter-gatherers of Atlantic France. In: PNAS. Band 121, Nr. 10, 2024, e2310545121, doi:10.1073/pnas.2310545121.
 Peter Rowley-Conwy: Hunter-gatherers and earliest farmers in western Europe. In: PNAS. Band 121, Nr. 10, e2322683121, doi:10.1073/pnas.2322683121.
53. ↑  Xiaowei Mao et al.: The deep population history of northern East Asia from the Late Pleistocene to the Holocene. In: Cell. Band 184, Nr. 12, 2021, S. 3256–3266, e13, doi:10.1016/j.cell.2021.04.040.
Last ice age wiped out people in East Asia as well as Europe. Auf: sciencemag.org vom 27. Mai 2021.
54. ↑  Harald Meller und Kai Michel: Die Himmelsscheibe von Nebra. Der Schlüssel zu einer untergegangenen Kultur im Herzen Europas. Propyläen, Berlin 2018, S. 158 f., ISBN 978-3-549-07646-0.
55. ↑  Alba Masclans, Caroline Hamon, Christian Jeunesse und Penny Bickle: A sexual division of labour at the start of agriculture? A multi-proxy comparison through grave good stone tool technological and use-wear analysis. In: PLoS ONE. Band 16, Nr. 4, e0249130, doi:10.1371/journal.pone.0249130.
 New evidence suggests sexual division of labor as farming arose in Europe. Auf: eurekalert.org vom 14. April 2021.
56. ↑  Iain Mathieson et al.: Genome-wide patterns of selection in 230 ancient Eurasians. In: Nature. Band 528, 2015, S. 499–503, doi:10.1038/nature16152, Volltext (PDF).
How Europeans evolved white skin. Auf: sciencemag.org vom 2. April 2015.
57. ↑  Sandra Wilde et al.: Direct evidence for positive selection of skin, hair, and eye pigmentation in Europeans during the last 5,000 y. In: PNAS. Band 111, Nr. 13, 2014, S. 4832–4837, doi:10.1073/pnas.1316513111.
58. ↑  Morten Kristian Off et al.: Ultraviolet photodegradation of folic acid. In: Journal of Photochemistry and Photobiology B: Biology. Band 80, Nr. 1, 2005, S. 47–55, doi:10.1016/j.jphotobiol.2005.03.001.
59. ↑  Nina Jablonski und George Chaplin: The colours of humanity: the evolution of pigmentation in the human lineage. In: Philosophical Transactions of the Royal Society B. Online-Veröffentlichung vom 22. Mai 2017, doi:10.1098/rstb.2016.0349.
60. ↑  Iosif Lazaridis et al.: Ancient human genomes suggest three ancestral populations for present-day Europeans. In: Nature. Band 513, Nr. 7518, 2014, S. 409–413, doi:10.1038/nature13673.
61. ↑  Grafik: The Bronze Age spread of Yamnaya Steppe pastoralist ancestry into two subcontinents – Europe and South Asia. Aus: Vagheesh M. Narasimhan et al.: The formation of human populations in South and Central Asia. In: Science. Band 365, Nr. 6457, 2019, eaat7487, doi:10.1126/science.aat7487.
62. ↑  Ann Gibbons: Three-part ancestry for Europeans. In: Science. Band 345, Nr. 6201, 2014, S. 1106–1107, doi:10.1126/science.345.6201.1106.
63. ↑  Wolfgang Haak et al.: Massive migration from the steppe was a source for Indo-European languages in Europe. In: Nature. Band 522, Nr. 7555, 2015, S. 207–211, doi:10.1038/nature14317
 Jungsteinzeitliche Wanderungen beeinflussen indoeuropäische Sprachen. Auf: mpg.de vom 2. März 2015.
64. ↑  Iñigo Olalde et al.: The Beaker phenomenon and the genomic transformation of northwest Europe. In: Nature. Band 555, 2018, S. 190–196, doi:10.1038/nature25738, Volltext
 Ancient Britons 'replaced' by newcomers. Auf: bbc.com vom 21. Februar 2018.
65. ↑  Johannes Krause: Der Europäer ist auch genetisch ein Potpourri. In: Regina Oehler, Petra Gehring, Volker Mosbrugger (Hrsg.): Biologie und Ethik: Leben als Projekt. E. Schweizerbart’sche Verlagsbuchhandlung, Stuttgart 2017, S. 17. ISBN 978-3-510-61409-7; Reihe: Senckenberg-Bücher, Nr. 78.
66. ↑  Simon Rasmussen et al.: Early Divergent Strains of Yersinia pestis in Eurasia 5,000 Years Ago. In: Cell. Band 163, Nr. 3, 2015, S. 571–582, doi:10.1016/j.cell.2015.10.009.
67. ↑  Johannes Krause: Der Europäer ist auch genetisch ein Potpourri, S. 17 f.
68. ↑  Siehe hierzu auch: Aida Andrades Valtueña et al.: The Stone Age Plague and Its Persistence in Eurasia. In: Current Biology. Online-Veröffentlichung vom 22. November 2017, doi:10.1016/j.cub.2017.10.025.
 Pest erreichte schon in der Steinzeit Mitteleuropa und Teile Deutschlands. Auf: .shh.mpg.de vom 22. November 2017.
 Nicòlas Rascovan et al.: Emergence and Spread of Basal Lineages of Yersinia pestis during the Neolithic Decline. In: Cell. Band 176, Nr. 1, 2019, S. 295–305, e10, doi:10.1016/j.cell.2018.11.005.